# Microgaster latitergum
Microgaster latitergum är en stekelart som beskrevs av Song och Chen 2004. Microgaster latitergum ingår i släktet Microgaster och familjen bracksteklar. Inga underarter finns listade i Catalogue of Life.